# Селище Бобрське
Селище Бобрське (біл. вёска Пасёлак Бобрскі) — село в складі Крупського району Мінської області, Білорусь. Село підпорядковане Бобрській сільській раді, розташоване в східній частині області.